# Крючков Георгій Корнійович
Гео́ргій Корні́йович Крючко́в (20 жовтня 1929, село Гусарка, тепер Більмацького району Запорізької області — 4 листопада 2021) — радянський та український політик. Член Компартії з 1956 року. Кандидат у члени ЦК Компартії України в 1971—1974 р. Член ЦК Компартії України в 1974—1986 р. Депутат Верховної Ради УРСР 9—11-го скликань. Народний депутат Верховної Ради України III і IV скликань. Народний депутат СРСР у 1989 — 1991 р. Дійсний член Академії проблем безпеки, оборони і правопорядку (Москва), професор.

## Біографія
Народився 20 жовтня 1929 року. У 1951 році закінчив на відмінно Харківський юридичний інститут.
З 1951 року — ревізор, старший консультант, заступник начальника управління Міністерства юстиції Української РСР при Запорізькому облвиконкомі.
З 1955 року на комсомольській роботі: секретар, 2-й секретар Запорізького обласного комітету ЛКСМУ.
Член КПРС з 1956 року.
З 1960 року на партійній роботі. У 1960—1966 роках — керівник лекторської групи, заступник завідувача відділу пропаганди і агітації, завідувач відділу організаційно-партійної роботи Запорізького обласного комітету КПУ.
З 1966 року — помічник секретаря ЦК КПУ, перший заступник завідувача відділу організаційно-партійної роботи ЦК КПУ.
У липні 1972 — листопаді 1985 року — завідувач відділу організаційно-партійної роботи ЦК КПУ.
У 1985—1988 роках — завідувач відділу організаційно-партійної роботи ЦК КПРС.
У листопаді 1988 — квітні 1990 року — 1-й секретар Одеського обласного комітету КПУ. З 1989 року — Народний депутат СРСР, член декількох комітетів ВР СРСР. Працював в Комітеті ВР СРСР із питань боротьби зі злочинністю, член Конституційної комісії.
У 1990—1991 роках — помічник Голови Ради Міністрів Української РСР.
1991 року — вийшов на пенсію, потім став радником ЦК КПУ. З 1994 року — помічник-консультант народного депутата України від КПУ.
Двічі ставав народним депутатом України (1998, 2002 рр.), обидва рази — за списком КПУ. Керував Комітетом Верховної Ради України з питань національної безпеки і оборони (1998—2000, 2002—2006 рр.).
2006 року спільно з Ігорем Юхновським очолював Тимчасову спеціальну комісію Верховної Ради України з питань моніторингу виборчого законодавства.
Був виконавчим секретарем ГО «Український форум».
Помер 4 листопада 2021 року у віці 92 років через важку хворобу.

## Нагороди
- ордени: «Дружби народів», Жовтневої революції, Трудового Червоного Прапора (двічі), «Знак Пошани», Олександра Невського, Князя Ярослава Мудрого V ступеню, медаль «За трудову доблесть» (19.07.1958).
- Почесний громадянин Олександрії[6].

## Родина
Дружина — Леніана Дмитрівна (1929—2003), бібліотекар-бібліограф. Син Павло (нар. 1956) — юрист, дочка Ганна (нар. 1958), кандидат іноземної філології, викладач англійської мови.